# 슈퍼주니어의 풀하우스
슈퍼주니어의 풀하우스는 SBS 실제상황! 토요일에서 방영된 쇼프로그램이다. 2006년 5월 27일부터 2006년 8월 19일까지 방송되었다.